# Lancaster, Massachusetts
Lancaster är en kommun i Worcester County i delstaten Massachusetts, USA.